# Kanton Châteauneuf-sur-Loire
Der Kanton Châteauneuf-sur-Loire ist seit 1790 ein französischer Wahlkreis im Arrondissement Orléans, im Département Loiret und in der Region Centre-Val de Loire; sein Hauptort ist Châteauneuf-sur-Loire.

## Gemeinden
Der Kanton besteht aus 14 Gemeinden mit insgesamt 32.276 Einwohnern (Stand: 1. Januar 2022) auf einer Gesamtfläche von 388,11 km²:
| Gemeinde                     | Einwohner 1. Januar 2022 | Fläche km² | Dichte Einw./km² | Code INSEE | Postleitzahl |
| ---------------------------- | ------------------------ | ---------- | ---------------- | ---------- | ------------ |
| Bouzy-la-Forêt               | 1.231                    | 37,47      | 33               | 45049      | 45460        |
| Châteauneuf-sur-Loire        | 8.470                    | 40,01      | 212              | 45082      | 45110        |
| Combreux                     | 270                      | 12,67      | 21               | 45101      | 45530        |
| Darvoy                       | 1.905                    | 8,58       | 222              | 45123      | 45150        |
| Donnery                      | 2.833                    | 21,77      | 130              | 45126      | 45450        |
| Fay-aux-Loges                | 3.846                    | 26,48      | 145              | 45142      | 45450        |
| Ingrannes                    | 543                      | 38,98      | 14               | 45168      | 45450        |
| Jargeau                      | 4.636                    | 14,66      | 316              | 45173      | 45150        |
| Saint-Denis-de-l’Hôtel       | 3.057                    | 25,45      | 120              | 45273      | 45550        |
| Saint-Martin-d’Abbat         | 1.825                    | 38,97      | 47               | 45290      | 45110        |
| Seichebrières                | 220                      | 14,84      | 15               | 45305      | 45530        |
| Sully-la-Chapelle            | 453                      | 26,17      | 17               | 45314      | 45450        |
| Sury-aux-Bois                | 775                      | 38,00      | 20               | 45316      | 45530        |
| Vitry-aux-Loges              | 2.212                    | 44,06      | 50               | 45346      | 45530        |
| Kanton Châteauneuf-sur-Loire | 32.276                   | 388,11     | 83               | 4503       | –            |

Anmerkung: Die Gemeinde Bouzy-la-Forêt wurde früher allein Bouzy genannt.
Bis zur landesweiten Neuordnung der französischen Kantone im März 2015 gehörten zum Kanton Châteauneuf-sur-Loire die zwölf Gemeinden Bouzy-la-Forêt, Châteauneuf-sur-Loire, Châtenoy, Combreux, Fay-aux-Loges, Germigny-des-Prés, Saint-Aignan-des-Gués, Saint-Denis-de-l’Hôtel, Saint-Martin-d’Abbat, Seichebrières, Sury-aux-Bois und Vitry-aux-Loges. Sein Zuschnitt entsprach einer Fläche von 317,41 km2. Er besaß vor 2015 den INSEE-Code 4506.
Die Verwaltungsreformen von 1926 und 1942 haben den Kanton nicht berührt, sodass er seit 1800 zum Arrondissement Orléans gehört.